# Diclidophora merlangi
Diclidophora merlangi är en plattmaskart som först beskrevs av Kuhn, in Nordmann 1832.  Diclidophora merlangi ingår i släktet Diclidophora, och familjen Diclidophoridae. Arten är reproducerande i Sverige.